# Paul Aellen
Paul Aellen (* 13. Mai 1896 in Basel; † 19. August 1973 in Heiligenschwendi) war ein Schweizer Botaniker. Sein offizielles botanisches Autorenkürzel lautet  „Aellen“; früher war die Abkürzung „Aell.“ in Gebrauch.

## Leben und Wirken
Aellen beschäftigte sich besonders intensiv mit den Pflanzenfamilien der Fuchsschwanzgewächse (Amaranthaceae) und der Gänsefußgewächse (Chenopodiaceae); letztere wird aktuell allerdings in die Familie der Fuchsschwanzgewächse eingeordnet. Aellen war Lehrer an verschiedenen Schulen in Schaffhausen (1921–1927) und Basel (bis 1958).

## Dedikationsnamen
Der deutsche Botaniker Oskar Eberhard Ulbrich benannte die Pflanzengattung Aellenia aus der Familie der Fuchsschwanzgewächse (Amaranthaceae) zu seinen Ehren. Diese wurde damals der Familie der Gänsefußgewächse (Chenopodiaceae) zugeordnet; aktuell ist die Gattung jedoch aufgelöst, und die enthaltenen Arten werden der Gattung Halothamnus zugeschlagen.

## Schriften (Auswahl)
- Revision der australischen und neuseeländischen Chenopodiaceen ... In: Botan. Jahrb., Band 68, Seite 345–434, 1937–1938.[2]